# Aneono australensis
Aneono australensis är en insektsart som först beskrevs av George Willis Kirkaldy 1906.  Aneono australensis ingår i släktet Aneono och familjen dvärgstritar. Inga underarter finns listade i Catalogue of Life.